# Pierre Oba
 (mars 2013).
Si vous disposez d'ouvrages ou d'articles de référence ou si vous connaissez des sites web de qualité traitant du thème abordé ici, merci de compléter l'article en donnant les références utiles à sa vérifiabilité et en les liant à la section « Notes et références ».
Pierre Oba (né le 17 juillet 1953 à Ollembé, République du Congo), est un homme politique congolais. Depuis 2005, il est ministre des Mines. Il fut auparavant ministre de l'Intérieur du 25 octobre 1997 à 2002, puis ministre de la Sécurité et de la Police de 2002 à 2005.

## Biographie
Il a successivement occupé les fonctions de chef de la sécurité rapprochée du Président Denis Sassou-Nguesso, sous le règne du parti unique et de directeur général de la Police nationale. C'est à ce titre qu'il est visé par des plaintes concernant l'affaire des disparus du Beach.
Actuellement ministre des mines, de la géologie et de l'industrie minière après une longue période de succès (notamment la remise de la paix au Congo après la guerre civile de 1997) et de travail au ministère de l'Intérieur, de la sécurité et de l'administration du territoire lequel il organisa les élections présidentielles et législatives de 2002. Il est également général de division de la police, un des plus gradés de la police congolaise.
Selon le journaliste Pierre Engels, Pierre Oba aurait obtenu en 2010 la nationalité belge de façon douteuse, n'ayant voulu en obtenir en France où résident une bonne partie de sa progéniture dont un fils résident au Maroc.